# انتقام‌جوی سمی (فیلم ۱۹۸۴)
انتقام‌جوی سمی (انگلیسی: The Toxic Avenger) یک فیلم ابرقهرمانی کمدی سیاه به کارگردانی مایکل هرتس و لوید کافمن محصول سال ۱۹۸۴ کشور ایالات متحده آمریکا است.